# Fresno Bee Building
Het Fresno Bee Building is een historisch gebouw in het centrum van de Amerikaanse stad Fresno in Californië. Het gebouw telt vijf verdiepingen en is gelegen bij de kruising tussen Calaveras Street en Van Ness Avenue. Het is gebouwd in 1922 in de stijl van de neorenaissance en ontworpen door de architect Leonard F. Starks om de kantoren en drukkerij van The Fresno Bee te huisvesten.
Het staat sinds 1 november 1982 in het National Register of Historic Places.

## Bezetting
The Fresno Bee verhuisde in 1975 naar een andere locatie en het gebouw kwam voor langere tijd leeg te staan. Tussen 1981 en 1985 werd zo'n 5,5 miljoen dollar ingezameld om het Fresno Metropolitan Museum of Art and Science erin te starten. Het museum opende vervolgens op 8 april 1984 de deuren voor publiek. Door betaalachterstanden van de renovatie moest het museum in begin 2010 sluiten en de stad Fresno werd eigenaar van het gebouw.
Sinds 13 april 2012 wordt het Fresno Bee Building deels door het plaatselijke televisiestation CMAC-TV bezet. Zij gebruiken namelijk alleen de eerste en een deel van de tweede verdieping.

## Verbouwingen

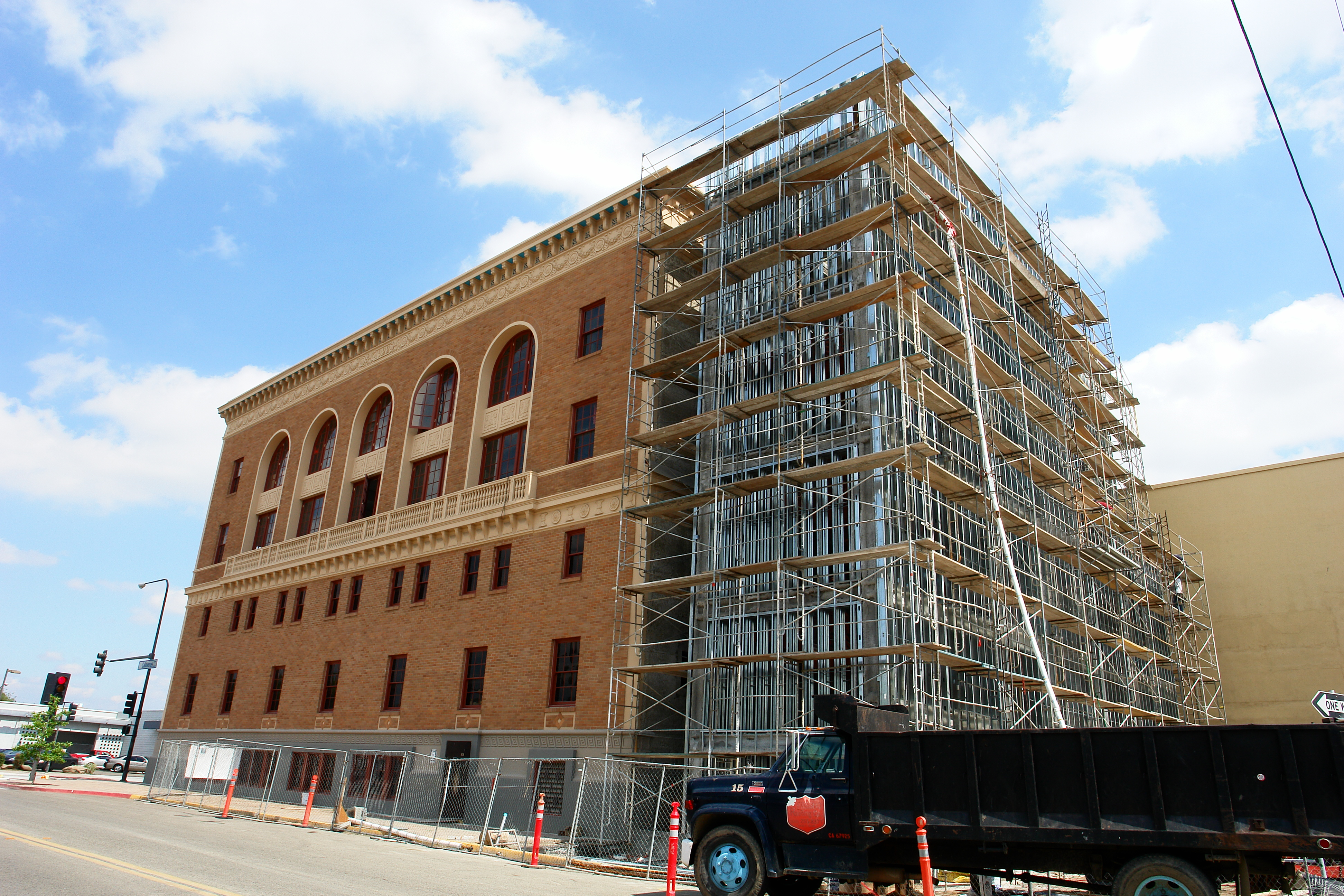
De achterzijde tijdens de renovatie in 2007

### Tot 1984
Het gebouw heeft in de loop van de jaren verschillende verbouwingen ondergaan als gevolg van de veranderingen binnen de krantenindustrie. De originele constructie bleef onveranderd tot 1936, toen er een aanbouw kwam voor een grotere gravure-afdeling en een studio voor het radiostation KMJ. In 1951 heeft men een nieuwe ingang en redactiekamer ontworpen en gebouwd.

### Vanaf 1984
In 2005 is het museum begonnen met een renovatie van het interieur en hierbij werd het historische gebouw voorzien van toegankelijkere galerijen, nieuwe voorzieningen voor de ontspanningsruimtes en liften. De derde en vierde verdieping werden bovendien opnieuw ingericht en het project kostte in totaal $28 miljoen, wat het museum uiteindelijk niet meer kon financieren.